# 2023年愛德華王子島省大選
2023年爱德华王子岛省大选已于2023年4月3日举行，选举第67届爱德华王子岛省议会议员。